# Sông Neelum
Sông Neelum hay còn có tên gọi khác là sông Kishanganga (tiếng Hindi: कृष्णगंगा नदी, tiếng Urdu: کرشن گنگا ندی) là tên của một dòng sông ở khu vực Kashmir của Ấn Độ và hiện là vùng đang bị Pakistan chiếm đóng. Nó bắt đầu từ một thành phố Ấn Độ tên là Gurais và sau đó hợp dòng chảy với sông Jhelum gần thành phố Muzaffarabad.

## Về địa lí
Sông Neelum bắt nguồn từ hồ Krishansar trong vùng lân cận của Sonamarg và chảy về phía bắc đến làng Badoab. Tại đó, nó gặp một nhánh sông từ ở bên thành phố Dras và sau đó chạy xuống phía tây dọc theo đường kiểm soát Ấn Độ - Pakistan ở Jammu và Kashmir. Trên đường đi, nó còn nhận được thêm một lượng nước đáng kể từ những con suối với nguồn nước chủ yếu là từ băng tan. Nó đi vào Azad Kashmir ở khu vực Gurez của đường kiểm soát Ấn Độ - Pakistan rồi cứ tiếp tục chảy về phía tây cho đến khi gặp sông Jhelum ở Muzaffarabad. Còn sông này dài 245 km. Trong đó hết 50 km là bang Jammu và Kashmir và phần còn lại là ở Kashmir (phần mà Pakistan chiếm đ1ong).

## Thủy sản
Con sông này có rất nhiều loài cá khác nhau. Và dân cư ở ven bờ sông thì vừa đủ để cho các loài cá phát triển. Nguyên nhân là do hầu hết con sông là một bên của đường kiểm soát, do đó có nhiều cuộc xung đột xảy ra. Và nhiều người dọn đi nơi khác. Những loài cá nổi tiếng được tìm thấy trên con sông này là:
- Cá hồi vân (Oncorhynchus mykiss)
- Cá hồi nâu (Salmo trutta)
- Cá hồi tuyết (Schizothorax plagiostomus)
- Shuddgurn
- Anyour

## Đập thủy điện
Ở bang Jammu và Kashmir của Ấn Độ có một dự án xây dựng đập thủy điện mang tên là Kishanganga đang tiến hành ở con sông này. Dự kiến khi hoàn thành, nhà máy sẽ hoạt động với công suất là 330 MW.
Tương tự với Ấn Độ, Pakistan cũng cho xây dựng một nhà máy khác với công suất lớn là 969 MW mang tên Neelum-Jhelum. Dự án này có sự góp sức của một tập đoàn Trung Quốc.